# سيسيليا روبنسون
سيسيليا روبنسون (22 مايو 1924 في المملكة المتحدة - 8 نوفمبر 2021) (بالإنجليزية: Cecilia Robinson)‏ هي لاعبة كريكت بريطانية. شاركت مع منتخب إنجلترا للكريكت.

## وصلات خارجية
- سيسيليا روبنسون على موقع إي آس بي آن كريك إنفو (الإنجليزية)